# BW Singapore
BW Singapore – плавуча установка з регазифікації та зберігання (Floating storage and regasification unit, FSRU) зрідженого природного газу (ЗПГ), споруджена для сінгапурської компанії BW Group.

## Загальні дані
Судно спорудили в 2015 році на верфі південнокорейської Samsung Shipbuilding & Heavy Industries в Кодже.
Розміщена на борту BW Singapore регазифікаційна установка здатна видавати у піковому режимі 21,2 млн м3 на добу, що відповідає 7,5 млрд м3 на рік. Втім, номінальна річна потужність судна визначається як 5 млрд м3 (зазвичай одна з регазифікаційних ліній розглядається як резервна на випадок проведення технічного обслуговування та ремонту, проте за необхідності може залучатись до роботи у піковому режимі). Зберігання ЗПГ відбувається у резервуарах загальним об’ємом 170000 м3. За необхідності, судно може використовуватись як звичайний ЗПГ-танкер.
BW Singapore може пересуватись до місця призначення зі швидкістю 19,5 вузла.

## Історія служби
З жовтня 2015-го судно розпочало виконання свого першого завдання у єгипетському червономорському порту Айн-Сохна (західне узбережжя Суецької затоки) за 5-річним контрактом із Egyptian Natural Gas Holding Company (EGAS). В червні 2017-го його перевели до нового причалу терміналу SUMED, який знаходиться у тому ж районі, але за п’ять кілометрів південніше від гавані Айн-Сохна. Хоча у другій половині 2010-х дефіцит газу власного видобутку в Єгипті в цілому вдалось подолати за рахунок поставок з нових середземноморських родовищ (зокрема, Зохру), проте з огляду на гарантування енергетичної безпеки у 2020-му єгипетський фрахт BW Singapore подовжили на три роки.
В липні 2022 року італійська газопостачальна компанія Snam оголосила про придбання BW Singapore у BW Group. Реалізація угоди очікується по завершенні діючого фрахту, а початок роботи установки в Адріатичному морі поблизу італійського порту Равенна запланований на 3-й квартал 2024 року.